# Anna Consortini
Anna Consortini (... – 1996) è stata una fisica italiana.
Docente di fisica all'Università degli Studi di Firenze, è stata una dei fondatori della Società italiana per l'ottica e la fotonica, nonché presidente della Commissione Internazionale per l'Ottica (ICO) dal 1993 al 1996.

## Vita e formazione
Consortini studiò al Liceo Classico e successivamente conseguì un Master in Fisica all'Università di Firenze (20 Febbraio 1959, 105/110) e un PhD sulle Onde Elettromagnetiche (Roma, 1968).

## Ricerca e carriera
Dal 1959 al 1983 Consortini lavorò come ricercatrice presso l'Istituto di Ricerca sulle Onde Elettromagnetiche (IROE) del Consiglio Nazionale delle Ricerche in Italia (CNR), oggi IFAC-CNR. Consortini fu direttrice del gruppo di ricerca teorica e sperimentale sulla propagazione atmosferica. Inoltre, fondò il centro di informatica dell'Istituto e fu direttrice del centro fino al 1978. Nel 1983 Consortini divenne professore associato di fisica generale presso l'Università di Firenze fino alla pensione, dopo la quale ha ricevuto la medaglia d'oro dell'Università.
Consortini è l'autrice di Trends in Optics.

## Borse di studio e premi
Consortini ha ricevuto i seguenti riconoscimenti accademici:
- Presidente della International Commission for Optics, ICO (1993-1996).[6]
- Fellow member dell'OSA e vincitrice nel 2018 del Robert E. Hopkins Leadership Award[7]
- Fellow member dell'Institute of Physics[8]
- Fellow member dell'European Optical Society[9]
- Fellow member di SPIE[10]
- Membro emerito della Società Italiana di Ottica e Fotonica (SIOF).
- Membro dell'EPS e della Società Italiana di Fisica.